# Любомир Бодуров
Любомир Узунов Бодуров е български оперен певец тенор.
Той е от третото поколение български „златни“ тенори, творили за България и радвали се на международно признание, но останали ув родината въпреки примамливите предложения, получени за работа в чужбина.

## Биография
Роден е на 14 октомври 1925 г. в град Бургас в семейство на артисти, певци, музиканти и поети. Пее от малък, като ученик в самодейността. Любомир Бодуров започва да учи пеене при Георги Златев-Черкин, а по късно, когато е вече на двадесет и четири години, заминава за София решен да стане професионален певец, и веднага постъпва в хор „Гусла“.
През 1950 година се явява на конкурс в открития Държавен музикален театър – с директор Стефан Македонски. Приемат го заради гласа и сценичната фигура, което е рядкост при тенорите. На 13 април същата година той вече прави дебюта си с голяма роля – Адам в „Птицепродавецът“ на Карл Целер. С един студиен радиозапис на арията на този герой, Любомир Бодуров става популярен, макар и още дебютант. В Оперетата работи от 1950 до 1957. Утвърждава се в амплоато на първи тенор. Започва да работи вокално с педагожка, мецосопраното Констанца Кирова от Софийската опера и Консерваторията.

## Творческа активност
През 1956 година Любомир Бодуров е на специализация в Москва и Ленинград в Болшой театър където на 1 април същата година дебютира като оперен артист с ролята на Дон Хосе от „Кармен“ на Бизе и подготвя друга роля – на Герман от „Дама Пика“ на Чайковски. На следващата 1957 година Любомир Бодуров е поканен и за щатен солист на Софийската народна опера. На националната ни сцена излиза за първи път също с ролите на Дон Хосе и Герман от „Дама Пика“. Заедно с първите роли и премиери идват и първите покани за гастроли в различни театри в страната, а също и в чужбина, както и първите лауреатски звания от различни певчески конкурси.
Много са ролите на Любомир Бодуров за 36-те сезона. Български, руски, италиански, немски автори – главно от класиката, но и нови заглавия на композитори като „Майстори“ на Хаджиев, „Ивайло“ на Големинов, опери от Александър Райчев, Любомир Пипков, Александър Йосифов и други. Изпълнява много роли в централния теноров репертоар от творчество на Верди, Пучини, Маскани, Доницети, Бизе, Гуно, Чайковски, Прокофиев и други. Сред тях са преди всичко Дон Карлос, Дон Хосе, Герман, Лоенгрин, Садко, Каварадоси, Де Грийо.
Любомир Бодуров е на сцената 36 години. Тенорът пее заедно с артисти като Борис Христов, Николай Гяуров, Никола Гюзелев, Асен Селимски, Павел Герджиков. Партнира си с оперните примадони: Гена Димитрова, Катя Попова, Александрина Милчева, Юлия Винер-Ченишева, Мария Бохачек, Надя Афеян и други.
Златните години за певеца Любомир Бодуров минават по сцените на Прага, Бърно, Братислава, Букурещ, Синая, Варшава, Атина. Чуждестранната оперна критика го обсипва с хвалебствени рецензии а в България той получава всички възможни по онова време награди и звания. Любомир Бодуров е солист на Софийската народна опера до 1986 година когато заболява тежко и това слага край на певческата му кариера. Умира през април 1992 година в София на 66 години.

## Награди
- През 1954 година в Прага той става лауреат на международния конкурс „Ема Дестинова и Карел Буриан“.
- През 1955 година става лауреат на Петия световен младежки фестивал – Варшава.